# Weather Underground
Cet article concerne le groupe d'extrême gauche. Pour le site météo, voir Weather Underground (service météo).

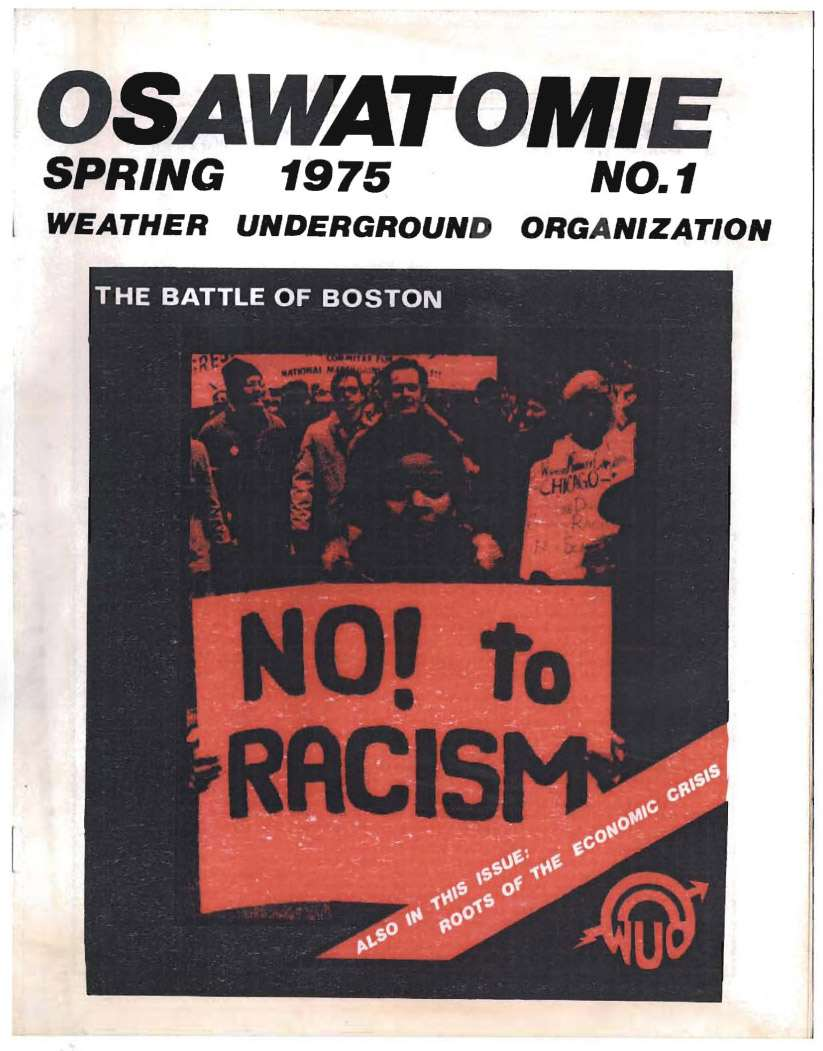
Couverture du premier numéro d’Osawatomie, journal clandestin publié par le Weather Underground à partir de mars 1975.

The Weatherman, plus souvent appelé Weathermen, et devenu après son passage à la clandestinité The Weather Underground puis The Weather Underground Organization, était un collectif américain de la gauche radicale, se présentant comme anti-impérialiste et antiraciste, fondé en 1969 à Chicago à partir des décombres du Students for a Democratic Society (SDS) qui avait lancé la campagne contre la guerre du Viêt Nam. Proche de la New Left, ses membres défendaient des positions tiers-mondistes, refusant tout autant l'alignement sur le bloc de l'Est que l'anticommunisme traditionnel de la gauche libérale américaine.
Classé par le Federal Bureau of Investigation comme organisation terroriste et défini plus particulièrement par certains auteurs comme ayant pratiqué la « guérilla urbaine », le Weather Underground pratiquait essentiellement la « propagande par le fait » (il utilisait le terme de « propagande armée » par contraste avec la « lutte armée » ). En effet, il fut responsable d'une vingtaine d'attentats à la bombe, qui n'ont cependant fait aucune victime : les Weathermen visaient exclusivement des bâtiments officiels, plus ou moins liés à la guerre du Vietnam, s'assurant que les locaux étaient vides, et ce afin d'attirer l'attention de l'opinion publique sur les liens entre, par exemple, certains centres de recherche universitaire et le complexe militaro-industriel américain, et afin d'alléger le poids de la répression étatique (programme COINTELPRO, etc.) sur d'autres mouvements comme les Black Panthers ou l'American Indian Movement, dont ils revendiquaient la légitimité de la lutte. Son but, selon les témoignages de ses membres, n'était pas de prendre le pouvoir, objectif qu'il considérait irréalisable, mais de susciter une « culture de la résistance » et de montrer par l'action directe la solidarité des Américains blancs avec les luttes des mouvements de libération nationale à l'extérieur et avec les luttes du mouvements des droits civiques et du Black Power à l'intérieur.
Son nom provient des paroles de la chanson Subterranean Homesick Blues de Bob Dylan: « You don't need a weatherman to know which way the wind blows » (« Pas besoin d'un présentateur météo pour savoir dans quelle direction le vent souffle »), ce qui signifiait pour ses membres « tout le monde voit que la révolution est imminente » (« anyone could see, world revolution was imminent », citation extraite du documentaire The Weather Underground).
Au total, une trentaine de personnes seraient entrées en clandestinité fin 1969-début 1970, s'appuyant sur un réseau de plusieurs centaines, voire de milliers, de sympathisants, lequel fut structuré entre 1974 et 1975 dans le Prairie Fire Organizing Committee, organisation de masse légale et autonome à l'égard du Weather Underground. Celui-ci amorça une réorientation politique, adoptant une ligne plus proche du marxisme-léninisme orthodoxe qu'il avait pourtant fortement critiqué à sa création, et délaissant quelque peu la « lutte armée » au profit d'autres modes d'action, avec en particulier la diffusion d'un ouvrage en juillet 1974 puis d'un journal clandestinement publié et diffusé, Osawatomie, de 1975 à 1976.
La ré-orientation politique du mouvement suscita de fortes dissensions internes, menant à sa dislocation fin 1976 - début 1977. Une partie des membres ou de proches du Weather Underground créa alors la May 19th Communist Organization; d'autres l'éphémère Revolutionary Committee of the Weather Underground Organization (RC), infiltré dès le début par le FBI ; d'autres enfin, dont les dirigeants Bill Ayers et Bernardine Dohrn, se rendirent progressivement à la police. L'illégalité des procédures d'enquête du FBI à leur encontre mena à l'abandon de la plupart des charges retenues contre eux. Cependant, ceux qui participèrent à la May 19th furent lourdement condamnés ; l'un d'entre eux, David Gilbert (en), n'a été libéré qu'en novembre 2021.

## Émergence et entrée dans la clandestinité (juin-décembre 1969)

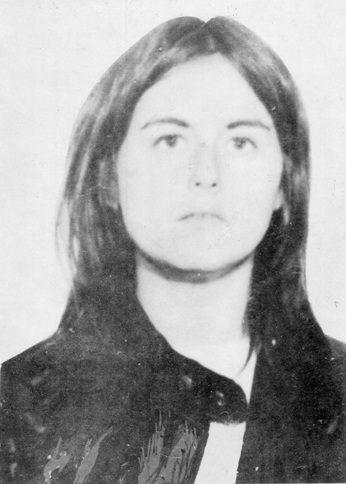
Bernardine Dohrn en 1970, une des leaders des Students for a Democratic Society puis des Weathermen.

Le mouvement émerge lors du dernier congrès national du Students for a Democratic Society, en juin 1969, où les dissensions internes conduisent à sa dissolution. L'un des papiers distribués est intitulé You Don't Need a Weatherman to Know Which Way the Wind Blows. Signé par Karen Ashley (en), Bill Ayers, Bernardine Dohrn, John Jacobs (en), Jeff Jones (en), Gerry Long, Howie Machtinger (en), Jim Mellen, Terry Robbins (en), Mark Rudd (en) et Steve Tappis, celui-ci appelait à la création d'un mouvement révolutionnaire clandestin pour faire face à la répression grandissante de l'État confronté au mouvement des droits civiques et à la protestation contre la guerre du Viet-nam, en se plaçant aux côtés du Black Power.
La majorité forme le Revolutionary Youth Movement (RYM), qui soutient l'alliance avec les Black Panthers et de façon générale le mouvement afro-américain au niveau national, et avec les mouvements de libération nationale et tiers-mondiste au niveau mondial, tandis qu'une minorité, menée par le Progressive Labor Party (PL, marxiste-léniniste et qui considère que seule la classe ouvrière est révolutionnaire) forme la Worker Student Alliance (en) qui prône l'immersion des étudiants au cœur des luttes ouvrières, refusant la question raciale au nom d'une conception orthodoxe de la lutte des classes et qualifiant les Black Panthers de parti « bourgeois » et « réactionnaire ». Les futurs membres du Weather Underground participent au RYM, ironisant sur le refus du PL de soutenir le Viêt-cong d'un côté, les Black Panthers de l'autre. À ses débuts, le Weathermen soutenait ainsi à la fois le mouvement afro-américain et les mouvements anti-colonialistes, tout en étant composé exclusivement de Blancs, issus pour la plupart soit de la classe ouvrière blanche, soit des classes moyennes (cas de la majorité des membres) ou de la bourgeoisie libérale de la côte est (parfois d'origine juive, comme David Gilbert (en)), à l'exception d'un américano-asiatique, Shin'ya Ono,.
Lors du Midwest National Action Conference de Cleveland (29 août-1er septembre 1969), les Weathermen firent une apparition remarquée, Bill Ayers lançant le slogan de « lutter contre le peuple » (Fight the People, allusion au mot d'ordre des Black Panthers, Serve to the People, « le pouvoir au peuple ») qui indiquait à quel point l'objectif des Weathermen allait à l'encontre de la position spontanée de la classe ouvrière blanche : ceux-là lui demandaient en effet d'abandonner ses privilèges, en tant qu'américaine et donc bénéficiaire de l'exploitation du Tiers-monde, et en tant que Blanche et donc bénéficiaire de l'exploitation des Noirs. Conscient du statut central des États-Unis dans l'ordre mondial, les Weathermen voulaient en effet constituer l'homologue blanc des Black Panthers. Cette démarche s'effectuait en accord avec le slogan Black Power par lequel les organisations noires avaient exigé la non-mixité et l'organisation autonome des groupes blancs et noirs afin d'empêcher toute domination raciale au sein des groupes révoltés, et qui demandait aux Blancs de s'organiser de leur côté pour lutter contre le pouvoir, ce séparatisme n'empêchant en rien la coordination entre les différents groupes et la solidarité des Black Panthers et des Weathermen. Durant l'été et l'automne 1969, le groupe organisa plusieurs Jailbreaks (en), en fait des tentatives, qui échouèrent le plus souvent, visant à pousser les jeunes Blancs des écoles populaires à rejoindre la lutte.

### LesDays of Rageà Chicago en octobre 1969
La première manifestation publique du Weather Underground eut lieu à Chicago en octobre 1969 lors des Days of Rage (en), avec le slogan de John Jacobs (en), « bring the war home! » (« ramenez la guerre à la maison »). Plusieurs centaines de militants affrontèrent 2 000 policiers. Malgré une mobilisation largement inférieure à celle prévue, la manifestation marqua la radicalisation du mouvement étudiant, tandis que la presse titrait « SDS Women Fight Cops » (« Des femmes du SDS se battent contre les flics »). Ces émeutes avaient été organisées afin de coïncider avec le procès des Sept de Chicago (dont Tom Hayden) accusés de conspiration et d'incitation aux émeutes en raison de leur participation aux manifestations lors de la Convention nationale démocrate de 1968.

### Arrestations et assassinat de Fred Hampton et de Mark Clarck (décembre 1969)
Plusieurs membres, dont Naomi Jaffe (en) (ancienne étudiante du philosophe Herbert Marcuse), furent arrêtés dans les semaines suivantes lors de manifestations. Le 4 décembre 1969, l'assassinat des Black Panthers Fred Hampton et Mark Clarck par la police, pendant leur sommeil, dernier dans une série de meurtres s'insérant dans une politique globale de répression des mouvements protestataires (27 Panthères tuées en 1969 par la police et 749 arrêtées), incarnée notamment par le programme COINTELPRO du FBI, marqua un tournant décisif pour les membres du Weathermen. Plusieurs voitures de police furent incendiées à Chicago par les Weathermen en rétorsions contre le gouvernement des États-Unis.

### Conseil de guerre de Flint
Lors de la série de réunions du Flint War Council (Conseil de guerre de Flint, officiellement nommé « Conseil de guerre du SDS », qui eut lieu dans le ghetto noir de Flint entre le 27 et le 31 décembre 1969 en présence de 300 personnes), l'organisation prenait la décision de dissoudre le SDS, déjà agonisant, et d'entrer dans la clandestinité. Cela s'explique par la pression croissance des forces de l'ordre sur les groupes révolutionnaires, comme l'illustre le meurtre de Fred Hampton, et ainsi que la perspective de la guérilla. Les discussions ont beaucoup porté sur les aspects pratiques : obtention des armes, étendue de la violence et méthodes pour la sûreté. D'autres groupes participaient à l'événement, qui mêlait amour libre et usage de drogues, dont des White Panthers et des membres du RYM II (en). Le FBI surveilla, semble-t-il, la réunion, puisqu'il donne une liste des personnes y ayant assisté dans un rapport de 1976 .
Le Conseil de guerre a lieu dans une salle de danse au milieu du ghetto noir de Flint. Elle est décorée de slogans et d'images révolutionnaires, avec des portraits de Malcolm X, Che Guevara, Fidel Castro, Ho Chi Minh, Vladimir Lénine, Mao Tse-tung et d'autres figures influentes pour les membres du groupe. Un mur est consacré à Fred Hampton, le chef des Black Panther, récemment tué par la police de Chicago.
Rétrospectivement, Mark Rudd (en) parlera de la plus grave erreur de sa vie: cette décision conduisait en effet les Weathermen à la marginalité, alors que le SDS était passé de 3 000 membres en 1964 à 100 000 membres en novembre 1968. Rudd s'était alors décrit comme un capitaine Achab cherchant à tuer la « baleine blanche de l'impérialisme » , tandis que Bernardine Dohrn faisait l'apologie (ironique, dira-t-elle plus tard) de la « famille » du gourou criminel Charles Manson,. Selon le FBI, qui inscrira en octobre 1970 Bernardine Dohrn sur sa liste des Ten Most Wanted, une trentaine de militants étaient effectivement dans la clandestinité en 1976, tandis qu'une autre source gouvernementale estime à une trentaine de militants qui entrèrent en clandestinité en 1970.
Plusieurs Weathermen parleront par la suite de propos insensés, dont Jeff Jones (en) ou Susan Stern (en). L'historien Dan Berger (en), qui rappelle le contexte violent de l'époque (de nombreuses actions directes avaient déjà été commises : « on dénombra 41 attentats à la bombe sur les campus universitaires à l'automne 1968, soit presque le double de ceux que le Weather Underground allait commettre au cours de ses sept années d'existence ») considère qu'il s'agissait essentiellement de propos spectaculaires et hyperboliques.

## Activités

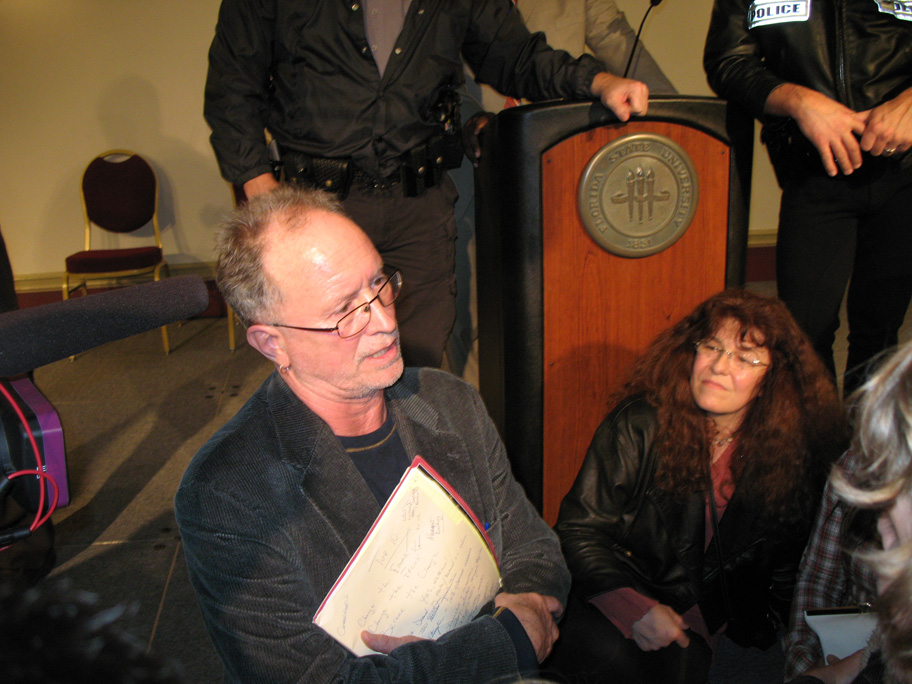
Bill Ayers en 2009, aujourd'hui professeur à l'université de l'Illinois à Chicago. Revendiquant ses actions dans un article que le New York Times choisit de publier le 11 septembre 2001, il fut la cible d'une polémique lors de la campagne présidentielle de 2008, le Parti républicain accusant, à tort, Barack Obama d'être un de ses « proches ».

Après l'explosion accidentelle de Greenwich Village, en mars 1970, les dirigeants du Weatherman passèrent à la clandestinité - Bernardine Dohrn et d'autres étaient alors inculpés pour avoir organisé les « Jours de rage », renommant le collectif Weatherman Underground. Ils revendiquèrent entre 1970 et 1974 douze attentats contre des cibles matérielles, appelant à l'avance les autorités et les médias afin de s'assurer que les lieux soient bien évacués, et qui visaient notamment à protester contre la guerre du Vietnam, conformément au slogan Bring the war home, mais aussi à dénoncer la violence policière contre les Noirs. Comme le rappelaient en 2010 Bill Ayers et Bernardine Dohrn, si les Weathermen furent l'un des groupes armés les plus connus, ils étaient loin d'être les seuls:
« Selon le FBI, du début 1969 à la mi-avril 1970, il y eut 40 934 attentats, tentatives d'attentats et menaces d'attentats à la bombe. Sur ce total, 975 étaient des attentats à l'explosif, par contraste avec des attaques incendiaires, ce qui signifie qu'en moyenne, deux bombes planifiées, construites et placées ont explosé chaque jour pendant plus d'un an.

 (...) chaque semaine que la guerre se traînait, 6 000 personnes de plus étaient assassinées en Asie du Sud-Est. La guerre était perdue, mais la terreur continuait (...) Le Weather Underground mena une série d'attaques illégales et symboliques sur les biens, environ 20 dans son existence entière, et personne ne fut tué ou blessé; l'objectif n'était pas de terroriser les gens, mais de hurler le message que le gouvernement américain et ses militaires étaient en train de commettre des actes terroristes en notre nom, et que le peuple américain ne devrait jamais tolérer cela. »
Au sein du groupe, les Weathermen vivaient en communauté, et, à l'instar de nombreux hippies, prônaient la libération sexuelle et l'amour libre, refusant la monogamie et l'imposition de l'hétérosexualité.

### L'explosion accidentelle de Greenwich Village: «lutte armée» ou «propagande armée»?

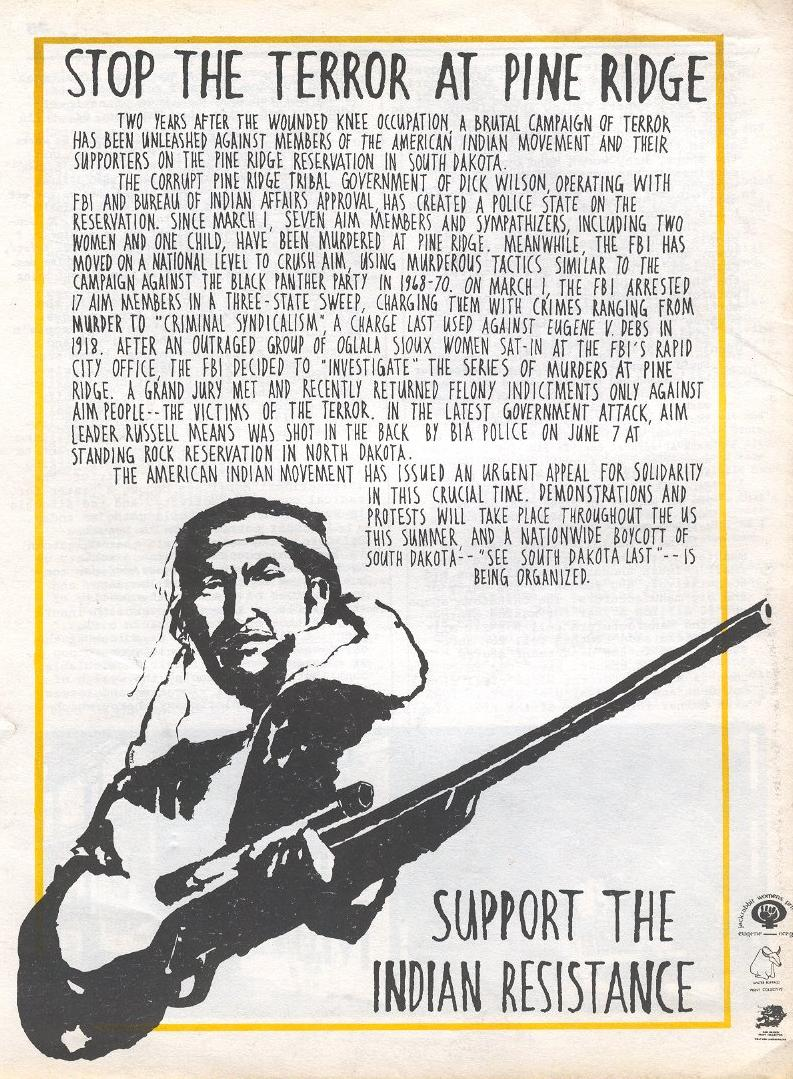
« Arrêtez la terreur à Pine Ridge! » Article du n°2 d'Osawatomie (été 1975), consacré à la répression de l'American Indian Movement dans la réserve amérindienne. La même année, Leonard Peltier fut arrêté et incarcéré, accusé du meurtre de deux agents du FBI. L'article, lui, affirme que depuis le 1 mars 1975, deux ans après la révolte de Wounded Knee, sept membres ou sympathisants de l'AIM, dont deux femmes et un enfant, ont été assassinés.

Début 1970, le groupe était organisé de manière assez lâche, autour de collectifs préparant la mise en action des thèses de Flint.
Mais le 6 mars 1970, ces initiatives aboutirent à l'explosion de Greenwich Village (en) : trois membres du groupe (Diana Oughton, Ted Gold et Terry Robbins) périrent dans une explosion accidentelle lors de la confection d'une bombe destinée à un bal de sous-officiers donné en l'honneur des soldats se battant au Viêt Nam à Fort Dix.
L'explosion accidentelle eut deux conséquences principales : d'une part, elle accéléra l'entrée en clandestinité des membres du groupe, et d'autre part, le groupe, qui resserra l'organisation en transformant le Bureau national en Comité central, décida d'abandonner la « lutte armée », qui viserait des personnes, au seul profit de la « propagande armée », qui détruirait des bâtiments et des bureaux d'entreprises ou de groupes liés à la guerre du Vietnam ou au système pénitentiaire, en faisant sauter par exemple le palais de justice du comté de Marin (Californie) le 8 octobre 1970 en solidarité avec les prisonniers et, spécifiquement, Jonathan Jackson (le frère de George Jackson) et Angela Davis.
Quarante ans plus tard, Bill Ayers et Bernardine Dohrn écrivaient ainsi :
« Leurs morts et tout ce qui s'ensuivit nous offrit l'opportunité de reconsidérer les choses et de faire le point. Nous avons réussi à réévaluer nos engagements et à voir que la première victime lorsqu'on se transforme en instrument de guerre était toujours sa propre humanité, que, dans les mots du poète Marge Piercy, « la conscience est l'épée que nous brandissons. La conscience est l'épée qui nous traverse. » »
Le 21 mai 1970, quelques jours après un attentat commis contre les locaux de la Garde nationale à la suite de la répression sanglante d'une manifestation à l'Université de Kent, dans l'Ohio, où quatre étudiants furent tués et plusieurs autres blessés, le groupe signa son premier communiqué officiel, au nom de Weatherman Underground et intitulé « Déclaration d'état de guerre ». Lu par Bernardine Dohrn, celui-ci fut publié dans le Berkeley Tribe le 31 juillet 1970, et affirmait notamment :
« Partout dans le monde, les gens se battant contre l'impérialisme amérikain  espèrent que la jeunesse de l'Amérike utilise sa position stratégique derrière les lignes ennemies pour se joindre à la destruction de l'empire.

Les Noirs se sont battus pratiquement seuls depuis des années. Nous avons su que notre mission (our job) était de mener les gamins blancs (white kids) dans la révolution armée.

(…) Les jeunes (kids) savent que la limite est franchie. La révolution touche toutes nos vies.(…) La violence révolutionnaire est le seul moyen.

Nous adaptons maintenant la stratégie de guérilla classique du Viêt-cong et de la guérilla urbaine des Tupamaros à notre propre situation ici dans le pays techniquement le plus avancé du monde.

Le Che nous a enseigné que « les révolutionnaires se meuvent comme des poissons dans l'eau »  [sic]. L'aliénation et le mépris que les jeunes éprouvent pour ce pays ont créé cet océan pour la révolution.

Les centaines et milliers de jeunes qui ont manifesté dans les années 1960 contre la guerre et pour les droits civiques sont devenus dans les dernières semaines des centaines de milliers combattant activement l'invasion du Cambodge par Nixon et la tentative de génocide contre le peuple noir. L'insanité de la « justice » amérikaine a ajouté à sa liste d'atrocités six Noirs tués à Augusta, deux à Jackson, et quatre étudiants blancs de Kent State, transformant des milliers de personnes en plus en révolutionnaires.

Les parents des gamins « privilégiés » ont dit des années durant que la révolution était un jeu pour nous. Mais la guerre et le racisme de cette société montre qu'elle est trop dans la merde (too fucked up). Nous ne vivrons jamais paisiblement sous ce système.

(…) Nous ne nous cachons pas mais nous sommes invisibles.

(…) Il y a des centaines de membres du Weather Underground dans la clandestinité et certains d'entre nous sont passibles de plus d'année de prison que les 50 000 déserteurs maintenant au Canada.

Nous nous battons de bien des manières. La dope est l'une de nos armes. Les lois contre la marijuana signifient que des millions d'entre nous sont devenus hors-la-loi bien avant que nous ayons scissionné. Les armes et l'herbe sont unies dans l'underground de la jeunesse (Guns and grass are united in the youth underground).

Les freaks sont des révolutionnaires et inversement. Si vous voulez nous trouver, voilà où nous sommes. Dans toutes les tribus, communautés, foyers, fermes, baraquements, maisons, où les jeunes font l'amour, fument de la drogue et chargent leurs armes - des fugitifs de la justice amérikaine sont libres de partir en cavale.

Pour Diana Oughton, Ted Gold et Terry Robbins, et pour tous les révolutionnaires encore là, cela fait déjà longtemps que nous n'avons plus de doutes - nous ne reviendrons pas en arrière.

D'ici aux quatorze prochains jours, nous attaquerons un symbole ou une institution de l'injustice amérikaine. C'est ainsi que nous célébrons les exemples d'Eldridge Cleaver et de H. Rap Brown et de tous les révolutionnaires noirs qui nous ont les premiers inspirés à combattre derrière les lignes ennemies pour la libération de leur peuple.

Jamais plus ils ne combattront seuls. »
En effet, la guerre du Viêt Nam était ce qui cimentait les Weathermen entre eux et ce qui les poussait à lutter contre l'administration américaine. Leur slogan était Bring the war home! (en français : « Importez la guerre à la maison ! »), et leurs actes visaient justement à faire vivre aux citoyens américains la guerre menée par les États-Unis au Viêt Nam. Un de leurs tracts déclarait ainsi :
« Pendant cette semaine de protestation contre la guerre, nous avons placé des explosifs dans les bureaux de la Chase Manhattan, de la Standard Oil et de la General Motors. Les gardiens de ces trois immeubles et les agences d’information de toute la ville ont été prévenus par téléphone de trente à soixante minutes à l’avance, de façon à garantir que les immeubles seraient vides de monde.

La guerre du Vietnam n’est que la preuve la plus manifeste de la façon dont le pouvoir qui règne sur ce pays détruit le peuple. Les trusts géants de l’Amérique ont désormais étendu leur emprise sur le monde entier, contraignant les économies tout entières de pays étrangers à une dépendance totale à l’égard de la monnaie et des marchandises américaines.

Chez nous, les mêmes trusts nous ont transformés en consommateurs déments, dévorant un nombre croissant de cartes de crédit et d’appareils ménagers. Nous exerçons des métiers sans intérêt, d’énormes machines polluent notre air, notre eau et notre nourriture. […]

L’empire s’effondre au fur et à mesure que les peuples du monde entier se dressent pour contester sa puissance. À l’intérieur, le peuple noir mène une révolution depuis des années. Et enfin, au cœur même de l’empire, les Américains blancs sont, eux aussi, en train de porter des coups pour la libération de tous. »

### La répression: Dohrn,America's Most Wanted
Le 2 avril 1970, le ministre de la Justice John Mitchell annonça que l'État poursuivrait 12 dirigeants du Weatherman (inculpés de 15 chefs d'accusation) et cita les noms de 28 membres (non poursuivis en justice) accusés d'avoir coorganisé les Days of Rage. 64 personnes avaient déjà été poursuivies dès décembre 1969 à Cook County pour les émeutes de Chicago. 13 jours plus tard, deux membres du Weather Underground, Diane Donghi et Linda Evans, furent arrêtés grâce à l'agent du FBI Larry Grathwohl, seul à avoir infiltré le groupe. En mai 1970, le FBI indique qu'il mettra en place « l'une des traques les plus intensives de son histoire » afin d'arrêter 9 dirigeants présumés du Weather, plaçant Bernardine Dohrn sur sa liste des Most Wanted.

### L'évasion de Timothy Leary et la réponse des Panther 21
En septembre 1970, le groupe se laisse convaincre par la Brotherhood of Eternal Love (Confrérie de l'amour éternel, une association d'usagers de drogue) d'aider l'écrivain Timothy Leary, « pape du LSD », à s'évader de prison et à l'exfiltrer vers Alger - où il sera « séquestré » par le Black Panther Party qui le contraindra à une déclaration selon laquelle les « drogues » seraient contre-productives pour la révolte. Plus tard, après avoir été arrêté, Leary aurait peut-être collaboré avec le FBI pour des enquêtes menées sur le Weather Underground. Il témoigna en justice contre eux, mais ses propos étaient tellement décousus qu'ils ne furent d'aucune utilité. Le « communiqué »(Archive.org • Wikiwix • Archive.is • Google • Que faire ?), qualifiant Leary de « prisonnier politique », tentait de joindre contre-culture et mouvements anticolonialistes, en déclarant notamment:
« Le LSD et les plantes, comme les herbes, cactus, champignons, les Amérindiens et les civilisations innombrables qui ont existé sur cette planète, nous aideront à construire le futur du monde où il sera possible de vivre en paix.

Maintenant nous sommes en guerre.

Comme le FLN et les Nord-vietnamiens, comme le Front Démocratique pour la Libération de la Palestine et le Fatah, comme Rap Brown et Angela Davis, comme tous les révolutionnaires noirs et bruns, les Frères de Soledad et tous les prisonniers de guerre des camps de concentration Amérikains, nous savons que la paix n'est possible qu'avec la destruction de l'impérialisme U.S.. »
Les « Panther 21 », un groupe de 21 membres des Black Panthers en procès à New York, répondirent en janvier 1971 à ce tract par une critique féroce, qui reprochait au Weather Underground d'ignorer la « guerre chimique » que constituaient les stupéfiants à l'encontre des Noirs et des Latinos, à la fois pour leurs effets d'accoutumance que pour les arrestations menées dans le cadre de la « guerre contre la drogue ». Ils critiquèrent également l'abandon de la lutte armée, c'est-à-dire de la décision de ne pas attaquer de personnes, tout en terminant leur appel par l'affirmation encourageante : « le degré de coexistence raciale dépendra en grande partie de vos succès ».

### La fin de la guerre du Viêt-nam

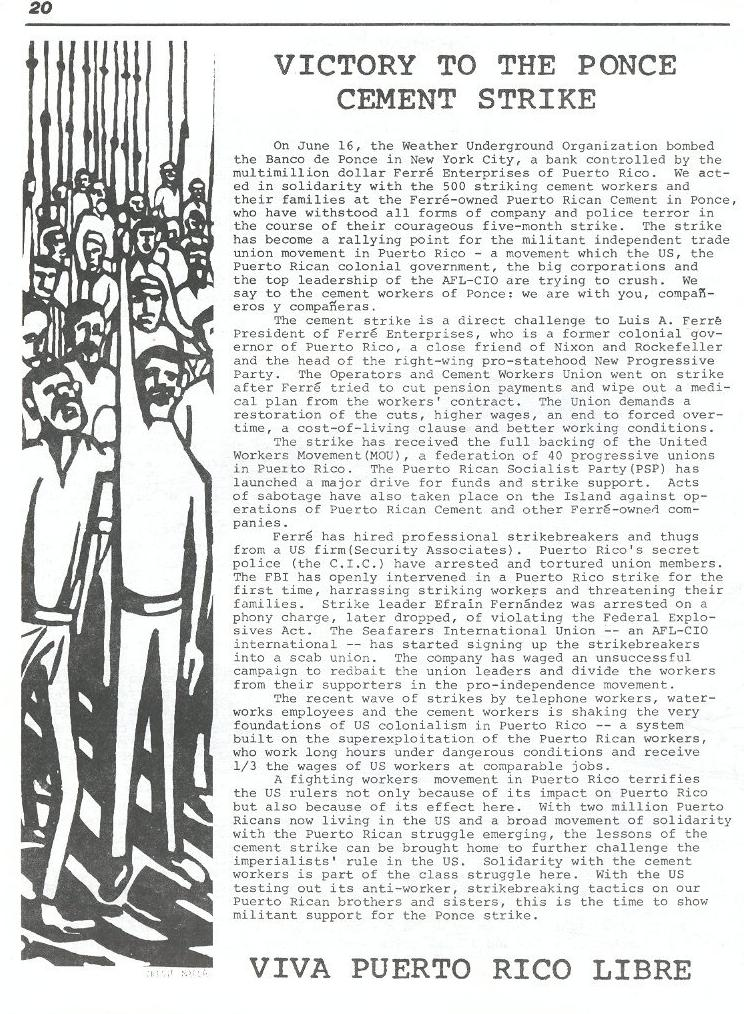
Article du n°2 d’Osawatomie, revendiquant l'attentat contre la Ponce Bank du 16 juin 1975, propriété du milliardaire Luis A. Ferré, ex-gouverneur colonial de Porto Rico, pro-rattachement aux États-Unis et, selon l'article, ami de Nixon et de Rockefeller, en solidarité avec la grève des ouvriers du ciment et avec le mouvement indépendantiste portoricain.

Après les accords de paix de Paris (janvier 1973) qui mirent fin à la guerre du Viêt-nam, le Weather Underground se réorganisa afin de répondre à la nouvelle donne, essentiellement marquée par une moindre mobilisation de masse. Dans l'immédiat, il répondit à la propagande gouvernementale qui présentait les accords comme une victoire des États-Unis par le communiqué Common Victories.
Deux autres documents, On Structure et Mountain Moving Day (« L'Heure de déplacer des montagnes ») furent publiés en janvier 1973, mettant l'accent sur la nécessaire prise en compte du mouvement féministe, jusque-là un point faible du mouvement. Cette nouvelle thématique aboutit à de nouvelles actions directes, en particulier l'attentat du 6 mars 1974, à l'occasion de la Journée internationale des femmes, organisée par la Brigade des femmes du Weather Underground contre les locaux du HEW (Département de la Santé et des Services sociaux) à San Francisco, exigeant que les femmes gèrent elles-mêmes l'organisation et dénonçant les stérilisations contraintes des femmes de couleur pratiquées par le HEW. Dans le même temps, le Weatherman devenait Weather Underground afin de supprimer la référence à l'homme au détriment de la composante féminine du mouvement. Un recueil de poèmes féministes, To Sing a Battle Song, fut même publié par le collectif.
De plus, après un arrêt de la Cour suprême considérant comme illégales les écoutes téléphoniques et refusant de les admettre comme preuves, le gouvernement décida en octobre 1973 puis en janvier 1974 de suspendre respectivement les poursuites contre les Weathermen inculpés dans l'affaire de Detroit (dont Howard Machtinger (en), qui fit une déclaration publique sur la clandestinité avant de se rendre à la justice en 1978, et qui enseigne aujourd'hui à l'université de Chapel Hill) et de Chicago (les Days of rage). Bernardine Dohrn fut retirée de la liste des fugitifs du FBI.
L'émergence de l'Armée de libération symbionaise (ALS) avec l'enlèvement de Patty Hearst, la riche héritière du magnat des médias William Randolph Hearst, en février 1974, fit passer le Weatherman, aux yeux de la presse nationale (New York Times, etc.) pour un groupe presque modéré . Celui-ci refusa cette image, en apportant un soutien critique au SLA. Après l'assassinat de six militants de la SLA lors d'un assaut à la grenade incendiaire, les Weathermen répondirent en faisant sauter le bureau du procureur général de Californie, à Los Angeles, le 31 mai 1974. Il exerça également plusieurs actions de représailles contre des compagnies liées au coup d'État du 11 septembre 1973 de Pinochet : contre l'ITT (septembre 1973), Anaconda (septembre 1974) et Kennecott (septembre 1975), ces deux dernières exploitant le minerai chilien, propriété de l'armée chilienne et qui finançait cette dernière.

### Prairie Fire

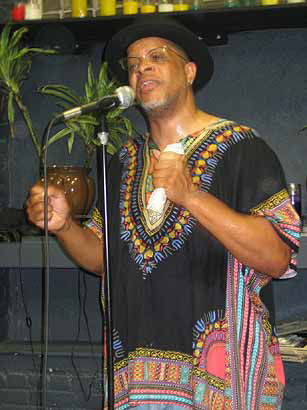
Ashanti Alston en 2005. Membre de la Black Liberation Army et incarcéré à l'époque de la publication de Prairie Fire, il accueillit très favorablement le livre, et se montrait proche, de façon générale, des idées du Weather Underground, qu'il considérait comme le groupe blanc le plus révolutionnaire.

Le 24 juillet 1974, quinzième anniversaire de la révolution cubaine, le Weather Underground organisa la diffusion d'un ouvrage de 150 pages, Prairie Fire: The Politics of Revolutionary Anti-Imperialism, publié à 40 000 exemplaires par une imprimerie clandestine mise sur pied par le groupe, le Red Dragon Print Collective. Le titre provenait d'une citation de Mao, « une étincelle peut mettre le feu à toute la plaine ». Déposé dans des librairies ou diffusé par des collectifs lors d'une action clandestine à grande échelle, le livre exprime une volonté de dialogue avec le mouvement de masse, prône la « guerre révolutionnaire » afin de mener au « socialisme » et à la « dictature du prolétariat », et classe en trois catégories les attentats commis :
- ceux effectués pour « se venger des attaques criminelles les plus brutales menées contre la population noire et les peuples du tiers monde » (incendie des voitures de police après le meurtre des Black Panthers Fred Hampton et M. Clarck, attentat contre l'administration pénitentiaire après le meurtre de George Jackson et la répression sanglante de la mutinerie d'Attica de 1971; attentat de mai 1973 contre un commissariat new-yorkais après la « bavure » ayant tué un enfant noir de 10 ans);
- ceux visant « à faire campagne contre les agressions américaines au Viêt-Nam et dans le tiers-monde et perturber cette politique de la terreur » (attentat contre le centre des affaires internationales de Harvard en 1970, contre le bureau de William Bundy au MIT en 1971, et contre le siège de l'ITT après le coup d'État au Chili);
- et ceux « visant à mettre au jour le pouvoir et les institutions qui oppressent, exploitent et trompent la population, et attirer l'attention sur eux »[41].

Chaleureusement accueilli par Ashanti Alston, « prisonnier politique » de la Black Liberation Army ainsi que par Abbie Hoffman, l'auteur de Steal This Book (en) qui déclara que chaque Américain devrait en recevoir une copie, l'ouvrage fut largement discuté lors de débats et aurait suscité l'adhésion de 200 nouveaux membres.
Par ailleurs, il conduisit à la création du Prairie Fire Organizing Committee (PFOC), organisation de masse proche, mais distincte, du Weather Underground. Il ne s'agissait pas d'une simple façade légale du Weather Underground - Laura Whitehorn (en), qui appartenait secrètement au Weather Underground, en fut ainsi exclue lorsque le PFOC prit connaissance de sa double affiliation.

### Le Weather Underground Organization etOsawatomie

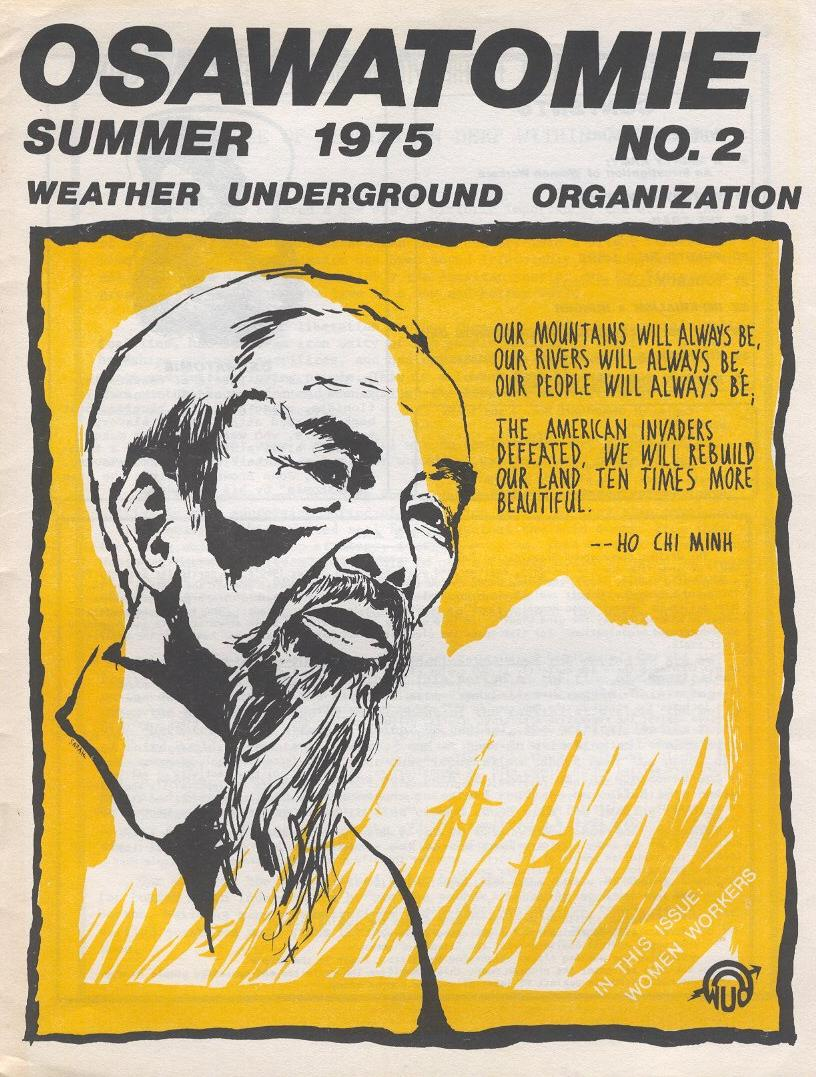
La une d’Osawatomie (n°2) avec un portrait d'Ho Chi Minh.

Après la fin de la guerre du Viêt-nam, le groupe amorça une réorientation progressive, marquée d'une part par la diversification de ses activités, et d'autre part par une remise en cause de ses thèses privilégiant l'anti-racisme et la lutte aux côtés de mouvements de libération nationale, dont le Black Power, au profit d'une lutte des classes plus traditionnelle, centrée sur la « classe ouvrière multinationale » et non plus sur la nécessité de convaincre et d'organiser les Blancs dans la lutte anti-raciste et anti-coloniale . Cette évolution n'alla pas sans heurts : le Weatherman s'était précisément constitué sur le refus du « classisme » orthodoxe du marxisme-léninisme, ce qui avait conduit à la scission du SDS et à l'exclusion du PL. Son communiqué annonçant l'attentat du 11 septembre 1974 contre le siège de l'Anaconda Corporation, revendiquant la liberté au Chili, fut ainsi signé du nouveau nom de Weather Underground Organization (WUO).
Le WUO organisa aussi d'autres actions, conçues sous la forme d'action directe non violente. Ainsi, en mars 1974, il sabota à coups de boules puantes une réunion de l'Hôtel Hilton où Nelson Rockefeller devait recevoir un prix humanitaire, critiquant dans son communiqué les « lois antidrogue Rockefeller ».
À partir de 1975, le WUO publia - toujours clandestinement - un journal, Osawatomie, nommé en l'honneur du militant blanc anti-esclavagiste, John Brown, pendu en 1859 et qui constituait l'une des références de Malcolm X . Six numéros furent publiés, mêlant analyse politique et historique, mais ne couvrant que modestement les propres actions du Weather Underground. Le premier numéro soulignait la nécessité de lutter contre l'impérialisme, pour la paix, contre le racisme et le sexisme et mener la lutte des classes et la lutte pour le socialisme. Le journal ne représentait toutefois qu'une partie de l'organisation, avec Robert Roth (en), qui défendait la réorientation du mouvement vers la lutte de classes dans une optique marxiste-léniniste orthodoxe et l'objectif de création d'un parti communiste, Donna Willmott, etc., au comité central du journal.
Osawatomie couvrit notamment le conflit de Boston en 1975 au sujet du busing, le ramassage scolaire mis en place afin de lutter contre la ségrégation raciale dans les écoles, tandis que certains membres du WUO infiltrèrent le collectif raciste Restore Our Alienated Rights (en) (ROAR) .

## LaHard Times Conference(1976) et la dissolution
En juillet 1975, le Prairie Fire Organizing Committee (PFOC) organisa une assemblée nationale à Boston, puis, fin janvier 1976, la Hard Times Conference, avec d'autres groupes, dont le Parti socialiste portoricain (PSP), les United Black Workers, la Republic of New Afrika, Youth Against War and Fascism, le Workers World Party, l'American Indian Movement, CASA (une coordination de travailleurs chicanos), plusieurs syndicats et d'autres groupes politiques. 2 000 personnes assistèrent à la conférence, dont l'historien Howard Zinn, l'écrivaine Toni Cade Bambara, la dirigeante du SNCC Ella Baker et l'avocat William Kunstler, Radio Pacifica (en) transmettant en direct les débats. Le comité central du Weather Underground avait participé à l'organisation de la conférence, sans y être officiellement présent - puisque toujours dans la clandestinité.
La conférence fut cependant un échec : les tensions internes augmentèrent alors, des critiques internes et externes accusant le WUO de délaisser la lutte anti-raciste et anti-impérialiste au profit d'une ligne classiste orthodoxe et de la volonté de construire un grand parti communiste d'avant-garde. Le groupe des femmes du Weather Underground se vit refuser la création d'un comité non-mixte, taxé de « féminisme bourgeois », bien qu'elles décidèrent de procéder à sa constitution malgré tout.
Le PFOC, auquel appartenait Judith Mirkinson, Jennifer Dohrn (la sœur de la dirigeante du Weather Underground), Annie Stein (la mère de la membre du Weather Underground Eleanor Stein, en cavale) ou Susan Rosenberg (en), soutenu activement le mouvement féministe, et, demeurant indépendant du Weather Underground, existe encore.
Après la Conférence, le WUO explosa. Le Comité central préconisait doucement la « stratégie de l'inversion », c'est-à-dire la sortie de la clandestinité pour les militants qui le souhaitaient, l'heure n'étant plus à la lutte armée, tandis qu'un groupe, le Revolutionary Committee of the Weather Underground Organization (RC, comité révolutionnaire) exclut en janvier 1977 le comité central de l'organisation en prétendant revenir aux fondamentaux. Des militants comme Judy Siff ou Clayton Van Lydegraf (en) participèrent au RC.
Des critiques féroces furent adressées au comité central, dont notamment la brochure du John Brown Book Club fondée par des militants du PFOC, qui publia au printemps 1977, The Split of the Weather Underground Organization: Struggling against White and Male Supremacy. Celui-ci en retour publia une auto-critique dans le dernier numéro d'Osawatomie.
Le PFOC se scinda lui aussi en deux lors d'une conférence à San Francisco à l'été-automne 1976, les militants de la côte Est fondant la May 19th Communist Organization tandis que ceux de la côte Ouest conservèrent le nom de l'organisation.
Ceux qui ne rejoignirent aucun des nouveaux groupes refirent surface progressivement. Dès mars 1977, Robert Roth (en), Phoebe Hirsch (en) et Peter Clappse se rendent aux autorités, suivis en septembre 1977 de Mark Rudd (en), qui avait quitté le WUO en 1970. L'année suivante, plusieurs agents importants du FBI, dont Mark Felt (qui se révèlera être la « Gorge profonde » du Watergate), Patrick Gray et Edward S. Miller (en) furent mis en examen pour leurs activités illicites dans le cadre du COINTELPRO, dont certaines visaient directement le WUO. Ils furent par la suite amnistiés par Reagan en 1981.
D'autres militants suivirent l'exemple de Mark Rudd, mais en raison de l'illégalité des procédures par lesquelles l'État avaient amassé des informations sur ceux-ci, l'inculpation d'association de malfaiteurs fut rejetée et ils ne furent condamnés qu'à des peines légères, souvent pour des événements remontant au militantisme contre la guerre du Viêt Nam et précédant la constitution du WUO: sur les quatre militants les plus connus (Bill Ayers, Bernardine Dohrn, Mark Rudd et Cathy Wilkerson (en)), seule la dernière fit de la prison. Bill Ayers et Bernardine Dohrn se rendirent ainsi en décembre 1980, les poursuites contre Ayers étant annulées pour vice de procédure tandis que Dohrn, l'ex-fugitive du FBI, écopa d'une simple peine de prison avec sursis et d'une mise à l'épreuve après que fut révélée le plan du FBI pour kidnapper sa nièce (entre autres). En revanche, certains membres de la May 19th Communist Organization, pourtant issus du PFOC qui avait critiqué l'infiltration de ce dernier par des sous-marins du WUO, plongèrent dans la clandestinité et s'impliquèrent dans des actions révolutionnaires au début des années 1980, avant d'être arrêtés lors de la même décennie et condamnés à de lourdes peines.

## Membres
Le Weather Underground était dirigé par un Bureau national, qui se transforma en Comité central. Une douzaine de ses membres étaient dans la clandestinité; tandis qu'un nombre indéterminé de militants, tels Laura Whitehorn (en), appartenaient au groupe de façon secrète en conservant une existence publique légale. À elle seule, la Brigade des femmes du Weather Underground (en) comptait 70 membres. Selon un militant anonyme en mars 1970, le Weather Underground comptait alors 3/4 de femmes.
La liste suivante n'énumère donc qu'une fraction infime des membres du Weather Underground, dont les effectifs se montaient au minimum à plusieurs centaines de membres.
- Karen Ashley (en) (signataire du manifeste de 1969)
- Bill Ayers (dirigeant du Weatherman puis du WUO)
- Kathy Boudin (en) (participa à la May 19th Communist Organization, obtint en 2003 la libération conditionnelle)
- Diane Donghi, arrêtée en 1970
- Bernardine Dohrn, membre du comité central, nommé première secrétaire du WUO
- Linda Evans, arrêtée en 1970
- David Gilbert (en) (membre de la base du Weatherman, il participa ensuite à la May 19th Communist Organization et fut condamné à la suite du braquage de 1981 ; il a été libéré en novembre 2021)
- Ted Gold (en) (mort dans l'explosion de Greenwich Village
- Phoebe Hirsch (en) (arrêtée après les Days of Rage (en), elle a participé au Conseil de Flint et entre dans la clandestinité après avoir refusé de se présenter à son procès ; elle se rend aux autorités en mars 1977 avec Robert Roth et Peter Clapp)
- John Jacobs (militant) (en) (1947-1997, signataire du manifeste de 1969, rescapé de l'explosion de Greenwich Village, et qui resta en cavale jusqu'à la fin de sa vie)
- Naomi Jaffe (en)
- Jeff Jones (en) (signataire du manifeste de 1969, membre du Comité central du WUO, il fut l'un des premiers à prôner la stratégie de l'« inversion », soit l'abandon de la clandestinité)
- Sam Karp
- Joe Kelly
- Howard Machtinger (en) (signataire du manifeste de 1969, s'est rendu à la justice en 1978, aujourd'hui professeur à l'Université de Chapel Hill)
- Russ Neufeld
- Diana Oughton (en) (morte dans l'explosion de Greenwich Village)
- Terry Robbins (en) (1947-1970, signataire du manifeste de 1969, morte dans l'explosion de Greenwich Village)
- Susan Rosenberg (en) (membre du Prairie Fire Organizing Committee, elle participa au May 19th Communist Organization et au cambriolage de 1981; arrêtée en 1983 et condamnée à plus de 50 ans de prison pour possession d'armes et d'explosifs, elle fut graciée par Bill Clinton le dernier jour de son mandat)
- Robert Roth (en) (membre du comité éditorial du journal, il se rend aux autorités en mars 1977 avec Phoebe Hirsch et Peter Clapp. Condamné à deux ans de sursis, il rejoint alors le Prairie Fire Organizing Committee à San Francisco)
- Mark Rudd (en) (signataire du manifeste de 1969, quitta assez tôt le Weatherman)
- Celia Sojourn, pseudonyme utilisé par plusieurs membres différents du WUO, qui est notamment l'un des signataires de Prairie Fire
- Matthew Steen (en)
- Eleanor Stein (entrée dans la clandestinité, sa mère, Annie Stein, fit partie du Prairie Fire Organizing Committee)
- Susan Stern (en)
- Bob Tomashevsky
- Laura Whitehorn (en) (membre secrète du groupe, fit partie du Prairie Fire Organizing Committee mais en fut exclue lorsque celui-ci prit connaissance de sa double appartenance)
- Cathy Wilkerson (en)
- Donna Willmott (membre du comité éditorial du journal)

### Filmographie
- Underground, documentaire sorti à l'été 1975 mettant en scène cinq dirigeants du Weather Underground, réalisé par Emile de Antonio avec la collaboration de Mary Lampson et Haskell Wexler (qui avait travaillé l'année précédente sur Vol au-dessus d'un nid de coucou)
- À bout de course (Running on Empty), film de Sidney Lumet (1988), cavale sous clandestinité d'une famille du Weather Underground, les personnages étant librement inspirés de Bill Ayers et Bernardine Dohrn
- The Weather Underground, documentaire de Sam Green et Bill Siegel, 2002.
- Sous surveillance (The Company You Keep), film de Robert Redford (2012), dont le personnage principal (interprété par Redford) est un ancien membre du Weather Underground se cachant du FBI.